# Gante-Wevelgem 1953
La Gante-Wevelgem 1953 fue la 15.ª edición de la carrera ciclista Gante-Wevelgem y se disputó el 29 de marzo de 1953 sobre una distancia de 240 km.  
El belga Raymond Impanis (Girardengo-Eldorado) ganó en la prueba al imponerse en solitario en la línea de llegada. El holandés Wim Van Est y el también belga Germain Derijcke fueron segundo y tercero respectivamente.  

## Clasificación final
| Posición | Ciclista            | Equipo              | Tiempo    |
| -------- | ------------------- | ------------------- | --------- |
| 1        | Raymond Impanis     | Girardengo-Eldorado | 7h 16'00" |
| 2        | Wim Van Est         | Garin-Wolber        | a 1'20"   |
| 3        | Germain Derijcke    | Welter              | a 2'30"   |
| 4        | Rik Van Steenbergen | Mercier-Hutchinson  | a 2'34"   |
| 5        | Désiré Keteleer     | Bianchi-Pirelli     | m.t.      |
| 6        | Hein Van Breenen    | Independiente       | a 3'20"   |
| 7        | Jean Storms         | Independiente       | a 5'12"   |
| 8        | André Rosseel       | Terrot-Hutchinson   | m.t.      |
| 9        | Roger Decock        | Bertin              | m.t.      |
| 10       | Boudewijn Devos     | Bertin              | a 11'18"  |